# Uzi Cohen
Uzi Cohen (* 1952 im Moschav Tal Schachar; † 18. Januar 2008 in Ra’anana) war ein israelischer Politiker (Likud).

## Karriere
Cohen zog im Alter von zwei Jahren mit seinen Eltern von seinem Geburtsort Tal Schachar nach Ra'anana in Zentralisrael. Mit 16 Jahren wurde er Mitglied in einer Vorgängerpartei des späteren Likud-Blocks. Ab 1990 war er stellvertretender Bürgermeister von Ra'anana unter Bürgermeister Ze'ev Bielski. Nachdem dieser 2005 Präsident der Jewish Agency wurde, war Cohen kurzzeitig Bürgermeister der Stadt, verlor aber die Wahl und wurde Stellvertreter des neuen Bürgermeisters Nachum Chofri.
Cohen war ein einflussreiches Mitglied im Zentralkomitee des Likud-Blocks. Sein Vorschlag, die Palästinenser aus Israel und dem Westjordanland notfalls gewaltsam in einen zu bildenden Palästinenserstaat im Norden Jordaniens umzusiedeln, trug ihm den Vorwurf ein, ein Rassist und Parteigänger eines jüdischen Faschismus zu sein.
Gegen ihn wurde wiederholt ermittelt, weil er illegal Baugenehmigungen erteilt und städtische Einrichtungen widerrechtlich für private Zwecke missbraucht habe. In diesem Zusammenhang wurde im November 2006 sein Büro von der Polizei durchsucht. Seine Behauptung, durch seine Beziehungen könne er Freunden „Jobs besorgen“, trugen zu seinem schlechten Ruf in dieser Hinsicht bei.
Cohen war spätestens seit 2004 landesweit bekannt, da der Komiker Eli Finish ihn in der populären Fernsehsatire „Eretz Nehederet“ (Ein wundervolles Land) parodierte.